# Yasnogirka (Donetsk)
Yasnogirka (en ucraniano: Ясногірка; en ruso: Ясногорка, romanizado: Yasnogorka) es un asentamiento de tipo urbano ucraniano perteneciente al óblast de Donetsk. Situado en el este del país, hasta 2020 era parte del área municipal de Kramatorsk pero después de esta fecha, se convirtió en parte del raión de Kramatorsk y parte del municipio (hromada) de Kramatorsk.

## Geografía
Yasnogirka se encuentra a orillas río Kasenni Torets, a 5 km de Kramatorsk y 100 km al norte de Donetsk.

## Historia
Anteriormente, los pueblos de Artsibisove y Mikolaivka estaban ubicados en el territorio del municipio pero en octubre de 1921, se unieron en el pueblo de Yasnogirka. En 1914 se inauguró una estación de ferrocarril. El pueblo ha tenido el estatus de asentamiento de tipo urbano desde 1938.
Al comienzo de la guerra del Dombás, Yasnogirka estuvo bajo el control de la autoproclamada República Popular de Donetsk durante varios meses.  

## Demografía
La evolución de la población de Yasnogirka entre 1897 y 2022 fue la siguiente:
| 591                                                           | 5444 | 9495 | 11 901 | 11 452 | 9764 | 8610 | 2254 | 8273 | 8034 | 8030 |
| (Fuente: Cities & Towns of Ukraine y UKRAINE: Größere Städte) |      |      |        |        |      |      |      |      |      |      |

Según el censo de 2001, la lengua materna de la mayoría de los habitantes, el 61.36%, es el ucraniano; del 38,05% es el ruso.

## Economía
La población del sitio trabaja principalmente en las empresas de Kramatorsk. El 16 de octubre de 2018, comenzó la construcción de la planta de energía eólica de Kramatorsk en el territorio del asentamiento.

## Infraestructura

### Transporte
La carretera nacional N-20 Slóviansk-Mariúpol pasa por Yasnogirka.